# 范漢傑
范 漢傑（はん かんけつ、繁体字: 范漢傑; 簡体字: 范汉杰; 拼音: Fàn Hànjié; ウェード式: Fan Han-chie）は、中華民国の軍人。広東軍（粤軍）出身の軍人で後に国民革命軍に属す。日中戦争などで活躍したが、国共内戦では敗北、捕虜とされた。名は其迭だが、字の漢傑で知られる。

## 事績

### 黄埔軍官学校第1期生
父の范之准は故郷で梓里公学を創設、校長を務め、范漢傑自身も同学校で学んでいる。1910年（宣統2年）、范漢傑は広州に移り、優級師範附属理科で学び、翌年夏には広東陸軍測量学校第5期三角科天文測量班に入学した。1913年（民国2年）に卒業すると、広東陸軍測量局三角課課員となり、同省で測量業務に携わっている。1918年（民国7年）からは広東軍（粤軍）総司令陳炯明の総司令部に属し、翌年、福建漳厦測量隊長を務めた。1920年（民国9年）、江西省に移り、塩務署緝私総稽九江緝私船管帯（船長）に就任し、まもなく軍艦「江平」艦長に転じている。1923年（民国12年）からは劉震寰率いる広西軍（桂軍）の総司令部で中校参謀に起用され、後に第6路司令まで昇進した。
1924年（民国13年）、范漢傑は黄埔軍官学校に第1期生として入学する。卒業後は教導第1団・第2団に配属、1925年には粤軍第1師総司令部で総司令部少校参謀となり、さらに同師第1旅中校主任参謀に昇進した。同年8月、国民革命軍成立とともに粤軍第1師は第4軍に拡充され、范は同軍第10師に所属する。以後、東征（陳炯明討伐）、劉震寰・楊希閔討伐、北伐に従軍し、軍功をあげて第10師副師長に昇進した。1927年（民国16年）4月に蔣介石が上海クーデターを起こすと、蔣介石支持に転じた第10師師長蔣光鼐に随従して北伐から離脱、南京に移る。范は蔣介石から浙江警備司令に任ぜられ、同年8月には国民革命軍第8路軍総司令部中将高等参謀に昇進している。まもなく、范は軍事・政治・経済の視察目的で日本とドイツを外遊することになり、満州事変が勃発した1931年（民国20年）9月まで海外に在った。

### 福建事変と日中戦争
帰国後の范漢傑は、元上官である蔣光鼐らが率いる第19路軍で参謀処長に任ぜられ、1932年（民国21年）1月の第一次上海事変を戦う。その後、第19路軍の福建移駐に伴い同省に移ったが、翌1933年（民国22年）11月、蔣光鼐らは中華共和国を建国して反蔣介石の蜂起を決行する（福建事変）。范も第19路軍を改編した人民革命軍第1方面軍で副参謀長兼参謀処処長に任ぜられたが、内心は蔣光鼐らへの追随を望まず、密かに蔣介石に中華共和国の内情を報告するなどした。そのためまもなく福建事変が鎮圧されても、范は改めて蔣介石らに起用され、軍事委員会委員長南昌行営中将高等参謀に任ぜられている。
1934年（民国23年）春、范漢傑は蔣介石の命で国内各省の国防体制視察に回る。その後、廬山軍官訓練団に所属し、1935年（民国24年）1月には第2師参謀長に属した。翌年9月、胡宗南が第1軍軍長に就任すると、胡の推薦により范が副軍長に起用され、西北部での紅軍（中国共産党）掃討に従事した。1937年（民国26年）8月、胡と共に上海の前線に赴いて第二次上海事変を戦い、後に河南に撤退・駐屯する。1938年（民国27年）4月、范は国民政府軍事委員会政治部第1庁庁長へ、さらに5月には中央軍事学校教育処処長へと転じた。同年秋、第27軍軍長に任命され、河南省や山西省で日本軍を迎撃している。この頃は、第二次国共合作が締結されていたこともあって、范の部隊と八路軍は良好な連携を見せていたとされる。
1941年（民国30年）夏、范漢傑は中条山戦役（晋南会戦）で日本軍を迎撃し、衛立煌率いる主力部隊と協力して日本軍の南進を食い止めている。1942年（民国31年）1月、范は軍功により第34集団軍副総司令に昇進し、陝西省の三原県に駐屯した。同年6月には第38集団軍総司令に昇進し、1945年（民国34年）初めには第1戦区副司令長官兼参謀長に就任している。3月には陸軍中将銜を授与され、5月には中国国民党第6期中央監察委員に選出された。

### 国共内戦での敗北
1946年（民国35年）4月、国共内戦の本格的勃発に伴い、范漢傑は国民政府軍事委員会委員長東北行営副主任に任ぜられ、さらに翌月には国防部参謀次長、6月には陸軍副総司令に起用された。6月、山東方面の戦線に向かい、第1兵団司令長官（後に膠東兵団司令官兼任）として中国人民解放軍華東野戦軍を迎撃した。しかし年末までに大敗を繰り返し、第1兵団司令官から罷免されてしまう。1948年（民国37年）1月、衛立煌が東北剿匪総司令に任命された際に、范は冀熱遼辺区司令長官としてその下に付く。2月には熱河省政府主席も兼ねた（実際の事務は于国楨が代理）。しかし衛と范は連携が上手くいかず、范が一時辞職を申し出たほどだったが、蔣介石はこれを認めなかった。同年9月、東北剿匪総司令部副総司令兼錦州指揮所主任として錦州の堅守を図るも、翌月の遼瀋戦役で東北人民解放軍の前に錦州は陥落、范は捕虜とされてしまった。
范漢傑は12年もの長期にわたり戦犯管理所に拘留され、思想改造を受けた。1960年11月に特赦を受け、1962年には中国人民政治協商会議全国委員会文史資料研究委員会専員となる。1964年、第4期政治協商会議全国委員会委員に選出された。1976年1月16日、北京市にて病没。享年81（満79歳）。

## 注
1. ↑  夏（2002）、265頁。
2. 1 2 3 4 5 6 7  徐主編（2007）、849頁。
3. 1 2 3 4 5 6 7  劉国銘主編（2005）、1471頁。
4. ↑  夏（2002）、265-266頁。
5. ↑  夏（2002）、266頁。
6. ↑  夏（2002）、266-267頁。
7. ↑  夏（2002）、267-268頁。
8. ↑  夏（2002）、268-269頁。
9. ↑  夏（2002）、269頁。

## 著作
- 『抗戰回憶記』
- 『國民黨發動全面內戰的序幕』
- 『錦州戰役經過』
- 『胡宗南部在川北阻截紅軍經過』
- 『抗戰時期胡宗南部封鎖陝甘寧邊區的罪惡』
- 『國民黨軍進攻中原軍區宣化店的點滴回憶』
- 『德國步兵動作』（翻訳）